# Charles Whitman
Charles Joseph Whitman, född 24 juni 1941 i Lake Worth, Florida, död 1 augusti 1966 i Austin, Texas, var en amerikansk ingenjörsstudent och före detta marinkårssoldat som den 1 augusti 1966 sköt ihjäl totalt 16 och skadade 31 människor i Austin, Texas innan han själv sköts till döds av polisen. Whitman utförde massmordet från University of Texas 27 våningar höga torn. Han var försedd med flera skjutvapen.
Innan han gick till tornet hade han samma dag skjutit sin fru Kathy och sin mor Margaret. I tornet mördade han tre personer och sedan sköt han slumpmässigt ihjäl ytterligare 11 personer. Whitman sköts ihjäl av polismannen Houston McCoy.
Whitman hade träffat ett flertal läkare före dådet, och hade berättat för en psykolog att han kämpade mot våldsamma impulser. I sitt självmordsbrev uttrycker han sin önskan om att hans kropp ska bli obducerad, för att avgöra om hans agerande berodde på någon fysisk åkomma. Obduktion genomfördes, och det fastställdes att Whitman hade levt med en hjärntumör i storleken av en pekannöt. Obducenten bedömde att tumören inte hade påverkat Whitmans handlingar, men detta har senare ifrågasatts.